# 수춘도 2: 수라전장
《수춘도 2: 수라전장》(중국어: 绣春刀2：修罗战场)은 2017년 개봉한 중국의 액션 무협 영화이다.

## 줄거리
전쟁에서 살아남은 심련은 황실호위대 금의위가 된다. 살인사건 수사 중 배후에 비밀 결사단의 정체를 알게 된다. 새로운 왕을 옹립하려는 결사단은 전국 곳곳에, 궁궐에서조차 암약하고 강직한 심련은 수사를 가속하지만 오히려 치명적인 음모에 빠진다. 홀로 결사단, 금의위, 황실방위군과 일대 결전을 벌이는데...

## 출연진
- 장첸 - 심련 역
- 양미 - 배재 역
- 장역
- 뇌가음
- 신즈레이
- 금사걸